# VCard
vCard es un formato estándar para el intercambio de información personal, específicamente tarjetas personales electrónicas (electronic business cards). Las vCards son usualmente adjuntadas a mensajes de correo electrónico, pero pueden ser intercambiadas en muchas otras formas, como en la World Wide Web o a través de códigos QR. Pueden contener nombre, dirección, números telefónicos, URL, logos, fotografías, e incluso clips de audio.
Los archivos que contienen información de tipo vCard llevan extensión .vcf o .vcard.
Los tipos MIME asociados son:
- text/x-vcard
- text/directory;profile=vCard
- text/directory

## Historia
Las Versitcard fueron propuestas originalmente en 1995 por el Versit Consortium, el cual estaba integrado por Apple, AT&T Technologies (posteriormente Lucent), IBM y Siemens. En diciembre de 1996, la propiedad del formato fue entregada al Internet Mail Consortium, una asociación comercial para empresas interesadas en el correo electrónico en internet.
La versión 2.1 del estándar de vCard es ampliamente soportada por clientes de correo electrónico. La versión 3.0 del formato es una propuesta de estandarización del IETF contenida en los documentos RFC 2425 y RFC 2426. La versión 4.0 es definida en el RFC 6350, con una nueva sintaxis basada en XML, xCard, definida en RFC 6351. La extensión del nombre de archivo comúnmente más usada para este formato es vcf.
En el RFC 4770, se define un nuevo tipo de entrada para mantener una URI de IMPP, llamado vCard Extensions for Instant Messaging. Ahora es parte de la especificación base de vCard 4.0.

## Ejemplos de archivos vCard
Los siguientes ejemplos contienen un archivo vCard con la información de una persona:

### vCard 1.0
```
BEGIN:VCARD
VERSION:1.0
N:Gump;Forrest;;Mr.
FN:Forrest Gump
ORG:Bubba Gump Shrimp Co.
TITLE:Shrimp Man
PHOTO;GIF:http://www.example.com/dir_photos/my_photo.gif
TEL;WORK;VOICE:(111) 555-1212
TEL;HOME;VOICE:(404) 555-1212
ADR;WORK;PREF:;;100 Waters Edge;Baytown;LA;30314;United States of estados unidos 
LABEL;WORK;PREF;ENCODING=QUOTED-PRINTABLE;CHARSET=UTF-8:100 Waters Edge=0D=
 =0ABaytown\, LA 30314=0D=0AUnited States of America
ADR;HOME:;;42 Plantation St.;Baytown;LA;30314;United States of America
LABEL;HOME;ENCODING=QUOTED-PRINTABLE;CHARSET=UTF-8:42 Plantation St.=0D=0A=
 Baytown, LA 30314=0D=0AUnited States of America
EMAIL:
REV:20080424T195243Z
END:VCARD

```

### vCard 3.0
La versión 3.0 es el formato más usado desde 2016 para el intercambio electrónico de datos..
```
BEGIN:VCARD
VERSION:3.0
N:Gump;Forrest;;Mr.;
FN:Forrest Gump
ORG:Bubba Gump Shrimp Co.
TITLE:Shrimp Man
PHOTO;VALUE=URI;TYPE=GIF:http://www.example.com/dir_photos/my_photo.gif
TEL;TYPE=WORK,VOICE:(111) 555-1212
TEL;TYPE=HOME,VOICE:() 555-1212
ADR;TYPE=WORK,PREF:;;100 Waters Edge;Baytown;LA;30314;United States of America
LABEL;TYPE=WORK,PREF:100 Waters Edge\nBaytown\, LA 30314\nUnited States of America
ADR;TYPE=HOME:;;42 Plantation St.;Baytown;LA;30314;United States of America
LABEL;TYPE=HOME:42 Plantation St.\nBaytown\, LA 30314\nUnited States of America
EMAIL:forrestgump@example.com
REV:2008-04-24T19:52:43Z
END:VCARD

```

### vCard 4.0
El último estándar aprobado, basado en la RFC 6350.
```
BEGIN:VCARD
VERSION:4.0
N:Gump;Forrest;;Mr.;
FN:Forrest Gump
ORG:Bubba Gump Shrimp Co.
TITLE:Shrimp Man
PHOTO;MEDIATYPE=image/gif:http://www.example.com/dir_photos/my_photo.gif
TEL;TYPE=work,voice;VALUE=uri:tel:+1-111-555-1212
TEL;TYPE=home,voice;VALUE=uri:tel:+1-404-555-1212
ADR;TYPE=WORK;PREF=1;LABEL="100 Waters Edge\nBaytown\, LA 30314\nUnited States of America":;;100 Waters Edge;Baytown;LA;30314;United States of America
ADR;TYPE=HOME;LABEL="42 Plantation St.\nBaytown\, LA 30314\nUnited States of America":;;42 Plantation St.;Baytown;LA;30314;United States of America
EMAIL:forrestgump@example.com
REV:20080424T195243Z
x-qq:21588891
END:VCARD

```